# Міжнародно-правовий статус «ДНР» та «ЛНР»

Прапор невизнаної «Донецької Народної Республіки»

Прапор невизнаної «Луганської Народної Республіки»

Міжнародно-правовий статус «ДНР» та «ЛНР» — наявний юридичний статус незаконних терористичних угруповань «Донецької народної республіки» та «Луганської народної республіки», які отримали часткове міжнародне визнання. 
«Республіки» були визнані Росією, Сирією та КНДР. Російська Федерація визнала незалежність обох «республік» 21 лютого 2022 року. З 24 травня 2014 року по 18 травня 2015 року вони були співзасновниками та членами конфедеративного Союзу народних республік (Новоросії). Першим утворенням, яке визнало незалежність обидвох так званих «республік», стала «Південна Осетія», яка сама не є членом ООН і має обмежене визнання.
Україна не визнає «ДНР» і «ЛНР» державами, а розглядає їх як терористичні та сепаратистські організації, маріонеткові держави, організовані та озброєні Російською Федерацією, які за підтримки російських військ незаконно захопили та утримують українську територію. Території, контрольовані «ДНР» та «ЛНР», відповідно до українського законодавства вважаються тимчасово окупованими Росією.

## Історія
7 квітня 2014 року «Верховна Рада ДНР» у ході розпочатої Росією війни на сході Україні проголосила створення Донецької Народної Республіки.
27 квітня 2014 року на мітингу біля захопленої прихильниками ЛНР будівлі обласного відділу СБУ було проголошено Луганську Народну Республіку.
11 травня 2014 року на території, підконтрольній ЛНР та ДНР, було проведено «референдуми» про самовизначення, які не були визнані жодною державою-членом ООН. 12 травня 2014 року за результатами «референдуму» було проголошено незалежність ЛНР та ДНР від України. 14 травня 2014 року Верховна Рада ДНР прийняла конституцію Донецької Народної Республіки.
18 травня 2014 року Республіканське Зібрання ЛНР ухвалило конституцію Луганської Народної Республіки, за якою республіка оголошувалась суверенною державою та суб'єктом міжнародного права.

### Питання визнання документів ДНР та ЛНР Російською Федерацією
До лютого 2017 року офіційного визнання російською владою документів та автомобільних номерів ДНР і ЛНР не було, хоча інформація про можливість їх використання на території РФ публікувалася на сайтах новинного агентства РБК та самих невизнаних республік. Ще 3 лютого 2017 року прессекретар Президента РФ Дмитро Пєсков стверджував, що Росія офіційно не визнає паспортів ДНР та ЛНР, але з гуманних міркувань окремі російські муніципальні та приватні організації можуть приймати мешканців цих територій, позбавлених можливості отримати дійсні паспорти громадян України або інші визнані документи, що посвідчують особу. Але вже 18 лютого було видано і набув чинності указ президента РФ В. Путіна, згідно з яким Росія «тимчасово, на період до політичного врегулювання ситуації в окремих районах Донецької та Луганської областей України на підставі Мінських угод» визнала документи, що посвідчують особу, документи про освіту та (або) про кваліфікацію, про реєстрацію актів цивільного стану, свідоцтва про реєстрацію транспортних засобів, реєстраційні знаки транспортних засобів, «видані відповідними органами (організаціями), що фактично діють на території зазначених районів, громадянам України та особам без громадянства, які постійно проживають на цих територіях». Того ж дня міністр закордонних справ Росії Сергій Лавров на зустрічі з журналістами в Мюнхені заявив, що прийняття цього указу обумовлено виключно гуманітарними міркуваннями та турботою про потреби жителів тих територій, і не означає зміни офіційної позиції Росії щодо визнання та статусу ЛНР та ДНР, і що це питання не порушувалося на зустрічі глав МЗС нормандської четвірки. Його українські колеги офіційно заявили, що це означає визнання нелегітимних органів влади, є черговим порушенням Мінських угод, зазіханням на суверенітет та територіальну цілісність України, продиктованим логікою свідомої ескалації конфлікту.
У грудні 2018 року міністр закордонних справ РФ Сергій Лавров знову підтвердив відмову від визнання ДНР та ЛНР.
21 лютого 2022 року Президент Російської Федерації підписав указ про визнання незалежності Донецької Народної Республіки та Луганської Народної Республіки.

### Процес визнання ДНР та ЛНР Росією
6 липня 2020 року прессекретар президента Росії Дмитро Пєсков заявив, що не має інформації про «кроки в бік Росії» самопроголошених ДНР і ЛНР. За його словами, Москва продовжить надавати населенню гуманітарну допомогу, доки ситуація на південному сході України не врегульована.
20 січня 2022 року Дмитро Пєсков відмовився коментувати до голосування в Думі ідею визнання ДНР і ЛНР. На день раніше КПРФ внесла до Державної думи проєкт звернення до Володимира Путіна про визнання республік. Голова Державної Думи В'ячеслав Володін заявив, що наступного тижня пройдуть консультації з головами фракцій щодо проєкту КПРФ, також він заявив, що Москва має шукати спосіб захистити земляків у ЛНР та ДНР. 26 січня партія «Єдина Росія» ініціювала звернення до російського керівництва з проханням розпочати постачання військової продукції до невизнаних республік Донбасу.

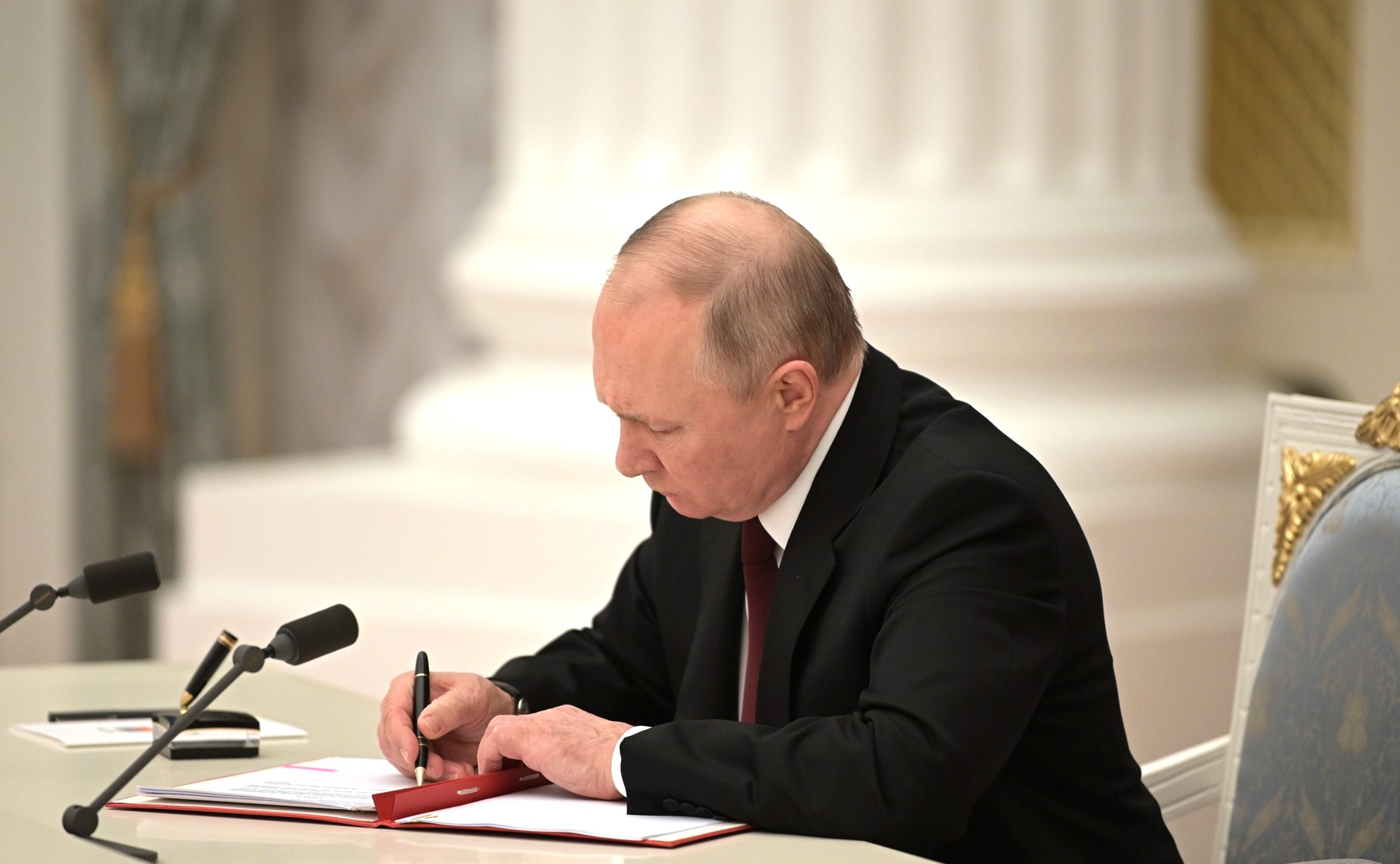
Володимир Путін підписує укази
про визнання ДНР та ЛНР та договори про дружбу, співпрацю та взаємну допомогу,
21 лютого 2022 року

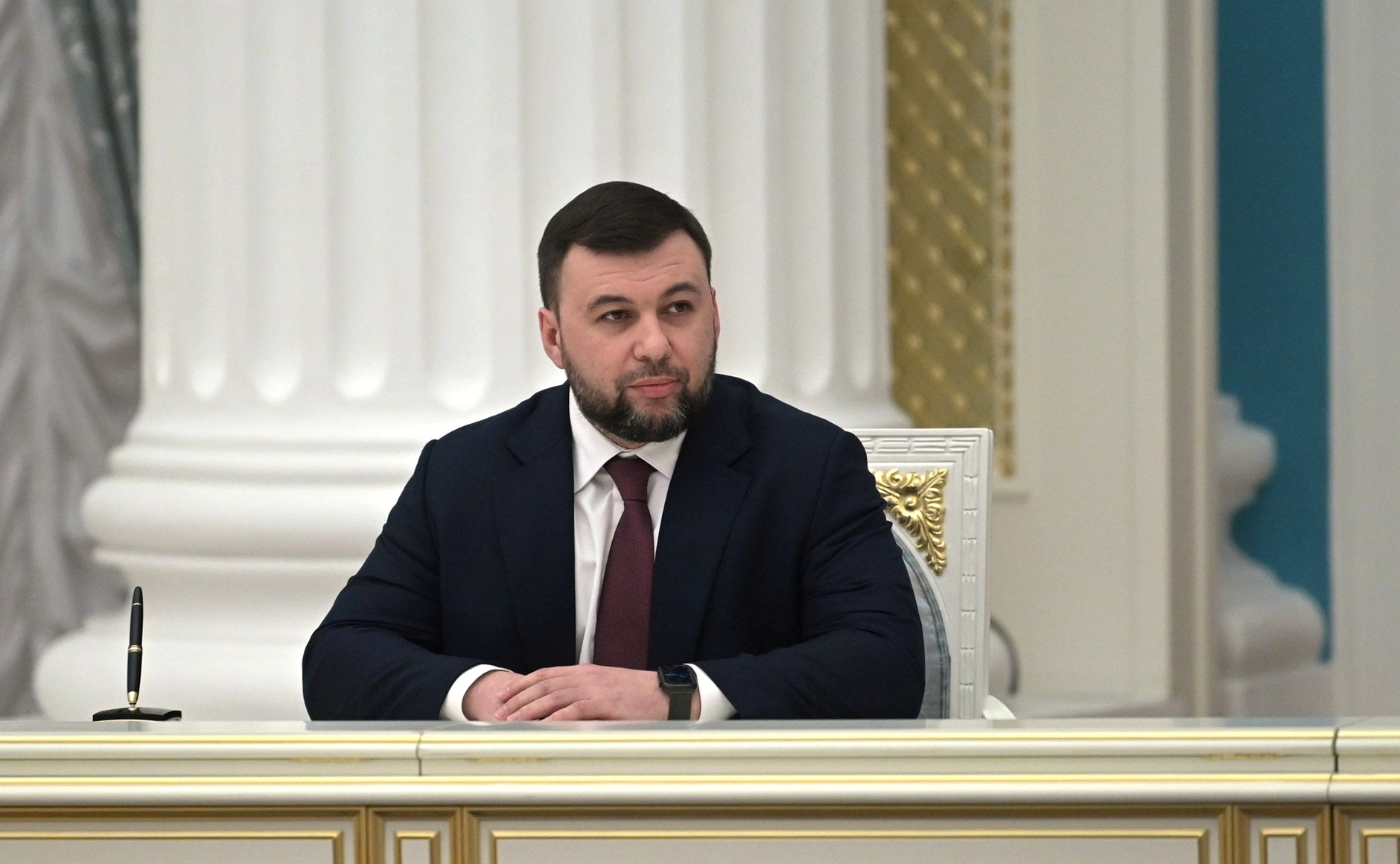
Голова ДНР Денис Пушилін під час церемонії підписання документів про визнання ДНР та ЛНР Росією, 21 лютого 2022 року

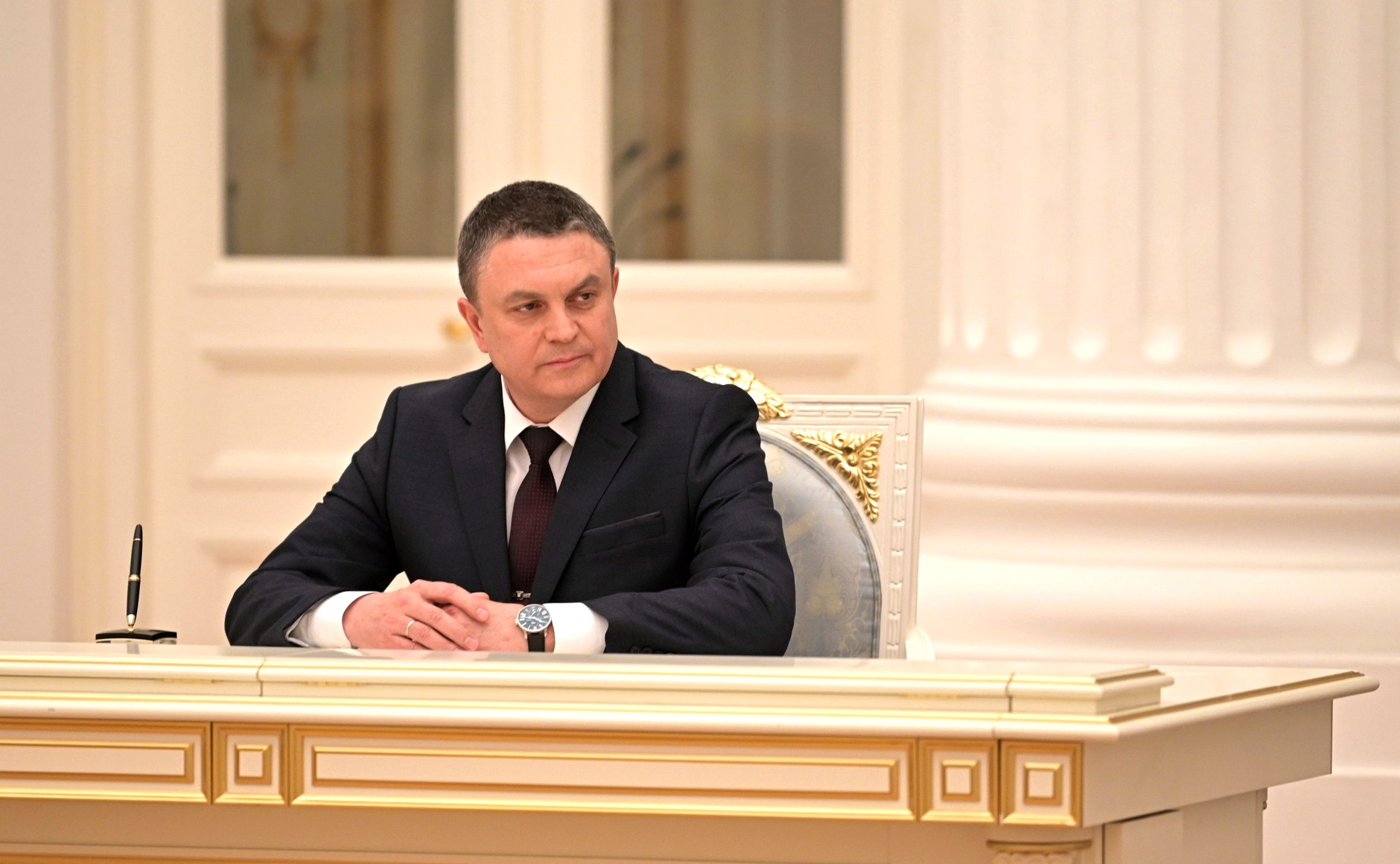
Глава ЛНР Леонід Пасічник під час церемонії підписання документів про визнання ДНР та ЛНР Росією, 21 лютого 2022 року

14 лютого 2022 року комітет Державної думи у справах СНД підтримав два проєкти постанови щодо визнання ДНР та ЛНР. Згідно з даними ТАРС, другий варіант постанови включає консультації з міністерством закордонних справ. Проєкт постанови звернення до президента із проханням визнати ДНР та ЛНР було внесено до Державної думи депутатами від КПРФ 19 січня. Дмитро Пєсков заявив, що не вважає за доречне коментувати цю ініціативу до її розгляду в парламенті.
15 лютого 2022 року Державна Дума Федеральних зборів Російської Федерації розглянула обидва проєкти й проголосувала за негайне звернення до Путіна з проханням розглянути питання визнання ДНР і ЛНР. Проєкт КПРФ отримав підтримку 351 парламентарія, а ініціатива Єдиної Росії" — 310. Президент Росії Володимир Путін, коментуючи це рішення Державної Думи, заявив, що мінські угоди щодо врегулювання на сході України ще мають потенціал.
21 лютого 2022 року президент РФ Володимир Путін підписав укази про визнання ДНР та ЛНР, а також підписав з республіками договори про дружбу, співпрацю та допомогу. Указами, зокрема, передбачено, що російські збройні сили повинні будуть «забезпечити підтримання миру» на території ДНР та ЛНР до моменту укладання договорів про дружбу, співпрацю та взаємну допомогу.
22 лютого 2022 року глава МЗС Росії Сергій Лавров заявив, що право на суверенітет має дотримуватися щодо держав, які представляють увесь народ, який проживає на їхній території. Україна, на його думку, з 2014 року до таких не належать. Цього ж дня були ратифіковані договори про визнання, співпрацю та взаємодопомогу республікам Донбасу обома палатами Федеральних зборів РФ Державною Думою та Радою Федерації, а також парламентами ДНР та ЛНР.

## Офіційні позиції

### Міждержавних організацій
| Організація                                              | Статус ДНР та ЛНР | Статус ДНР та ЛНР | Визнання документів ДНР та ЛНР | Визнання документів ДНР та ЛНР | Введення санкцій     | Введення санкцій     | Примітка |
| Організація                                              | ДНР               | ЛНР               | ДНР                            | ЛНР                            | ДНР                  | ЛНР                  | Примітка |
| -------------------------------------------------------- | ----------------- | ----------------- | ------------------------------ | ------------------------------ | -------------------- | -------------------- | --- |
| Вишеградська група                                       | -                 | -                 | -                              | -                              | -                    | -                    | 30.10.2014 жаліє «у зв'язку з рішенням сепаратистів провести вибори на Донбасі 2 листопада. Ці „вибори“ нелегальні і йдуть урозріз із мінськими домовленостями від 5 вересня». «Легітимними можуть бути визнані лише ті вибори, що проводяться згідно із законодавством України» |
| Європейський мовний союз                                 | -                 | -                 | -                              | -                              | -                    | -                    | 27.04.2016 позначив прапор ДНР як приклад забороненого прапора у концертному залі під час проведення конкурсу пісні "Євробачення" |
| Європейський Союз                                        | -                 | -                 | 20.02.2017 відмовився визнати  | 20.02.2017 відмовився визнати  | введено з 25.07.2014 | введено з 25.07.2014 | 11.05.2014 заявив про нелегітимність «так званих референдумів у Донецькій та Луганській областях», їх не визнання та про «відсутність демократичної легітимності» у їхніх організаторів 05.11.2014 заявив, що «вважає проведення „президентських та парламентських виборів“ у „Д та ЛНР“ 2 листопада незаконними та нелегітимними та не визнає їх» 15.01.2015 підтвердив, що «так звані „президентські та парламентські вибори“, проведені в Донецьку та Луганську 2 листопада 2014 року, порушують законодавство України та мінські домовленості, а отже, не можуть бути визнані; у той час як проведення цих виборів вплинуло на процес встановлення миру» і заявив про засудження актів тероризму та злочинів, скоєних «сепаратистами та іншими нерегулярними силами у Східній Україні» |
| Організація за демократію та економічний розвиток — ГУАМ | -                 | -                 | -                              | -                              | -                    | -                    | Висловила «своє глибоке занепокоєння у зв'язку з проведенням 2 листопада 2014 року „президентських та парламентських виборів“ на сході України порушуючи Конституцію та національне законодавство України» і заявила, що «вважає голосування незаконним і не визнає його» |
| Організація Об'єднаних Націй                             | -                 | -                 | -                              | -                              | -                    | -                    | 03.11.2014 заявила про «безкорисність цих конкретних виборів» |
| Організація з безпеки та співробітництва в Європі        | -                 | -                 | -                              | -                              | -                    | -                    | 12.05.2014 заявила, що «референдум, проведений учора в деяких місцях Східної України, несумісний з українською Конституцією і тому незаконний» та «саме таких провокаційних дій необхідно уникати». Крім цього було зазначено, що «важливо, щоб цей референдум не отримав міжнародного визнання» |
| Організація Північноатлантичного договору                | -                 | -                 | -                              | -                              | -                    | -                    | 04.11.2014 заявила, що «проведені в деяких районах на сході України озброєними сепаратистами так звані „Вибори“ суперечать Мінським угодам. Країни НАТО їх не визнають». |
| Парламентська асамблея Ради Європи                       | -                 | -                 | -                              | -                              | -                    | -                    | 12.10.2016 прийняла резолюцію, в якій заявила, що: «ДНР» та «ЛНР», створені за підтримки та під контролем Російської Федерації, не мають жодної легітимності відповідно до українського або міжнародного права. Це стосується всіх їхніх «установ», включаючи «суди», встановлені владою де-факто" «Підтверджується добре задокументованою роллю російських військових у взятті під контроль та контролі цих регіонів, незважаючи на рішучий опір законної влади України, та на повній залежності „ДНР“ та „ЛНР“ від Росії у матеріально-технічному, фінансовому та адміністративному відношенні» «Місцеві „суди“ у „ДНР“ та „ЛНР“ не мають легітимності, незалежності та професіоналізму» «Поки що поточна ситуація в „ДНР“ та „ЛНР“, яка характеризується відсутністю безпеки, залякуванням і безкарністю та відсутності свободи слова й інформації, не зміниться, вільні та справедливі вибори (гарантовані статтею 3 протоколу до Європейської конвенції про захист прав людини (ETSN9))), неможливі у цих регіонах» |
| Співдружність незалежних держав                          | -                 | -                 | -                              | -                              | -                    | -                    | 11.11.2014 заявила, що вважає «вибори, що відбулися на південному сході України як факт, що відбувся», але давати свою оцінку не може і «керуватиметься позицією влади України» |

### Держав— членів ООН
- Червоний колір = повне невизнання
- Жовтий колір = визнання референдуму ЛНР та ДНР про незалежність та/або визнання Росією їх як незалежних держав, але не формальне визнання самих ЛДНР як незалежних держав
- Зелений колір = формальне визнання суверенітету ЛДНР.

| Держава                       | Статус ДНР та ЛНР                   | Статус ДНР та ЛНР                   | Визнання документів ДНР та ЛНР | Визнання документів ДНР та ЛНР | Уведення санкцій      | Уведення санкцій      | Примітки | |
| Держава                       | ДНР                                 | ЛНР                                 | ДНР | ЛНР | ДНР                   | ЛНР                   | Примітки | |
| ----------------------------- | ----------------------------------- | ----------------------------------- | --- | --- | --------------------- | --------------------- | --- | --- |
| Австралія                     | —                                   | —                                   | — | — | уведені з 02.09.2014  | уведені з 02.09.2014  | — | |
| Австрія                       | —                                   | —                                   | — | — | в рамках ЄС див. вище | в рамках ЄС див. вище | «Самопроголошену Луганську народну републіку Австрія не визнає як державу, і тому вона не може відкрити дипломатичне та/або консульське представництво в Австрії» — відповідь Міністерства закордонних справ Австрії на ноту Посольства України в Австрії від 16.09.2016 року «Визнання президентом Росії сепаратистських регіонів на сході України є явним порушенням мінських угод та викликом дипломатичним зусиллям з пошуку мирного рішення» — заява федерального канцлера Австрії Карл Негаммера, опубліковане в «Твіттері» 21.02.2022. | |
| Азербайджан                   | —                                   | —                                   | — | — | ембарго с 07.02.2017  | ембарго с 07.02.2017  | — | |
| Албанія                       | —                                   | —                                   | — | — | уведені з 15.10.2014  | уведені з 15.10.2014  | — | |
| Білорусь                      | —                                   | —                                   | 20.02.2017 відмовилася визнати | 20.02.2017 відмовилася визнати | —                     | —                     | 22 травня 2014 року заявила, що «з позиції права, референдуми про федералізацію в Донецькій та Луганській областях України не мають жодного значення» 22 лютого 2022 року МЗС Білорусії висловився, що «з повагою та розумінням» сприймає «рішення російської сторони про визнання незалежності Донецької та Луганської народних республік» | |
| Велика Британія               | —                                   | —                                   | — | — | в рамках ЄС див. вище | в рамках ЄС див. вище | 12.05.2014 заявила, що «в очах світової громадськості правдивість цього голосування дорівнює нулю. Цей так званий референдум є незаконним за всіма стандартами, ніхто жодних вимог не дотримувався, ні про яку об'єктивність, прозорість і чесність навіть не йдеться». 30.10.2014 приєдналася до заяви Вишеградської групи «у зв'язку з рішенням сепаратистів провести „вибори“ на Донбасі 2 листопада» (див. вище) | |
| Венесуела                     | —                                   | —                                   | — | — | —                     | —                     | 22 лютого 2022 року Ніколас Мадуро підтримав рішення президента Путіна про визнання ЛНР та ДНР | 22 лютого 2022 року Ніколас Мадуро підтримав рішення президента Путіна про визнання ЛНР та ДНР                |
| Німеччина                     | —                                   | —                                   | 20.02.2017 відмовилася визнати | 20.02.2017 відмовилася визнати | в рамках ЄС див. вище | в рамках ЄС див. вище | 12.05.2014 міністр закордонних справ Німеччини Франк-Вальтер Штайнмаєр у коментарі журналістам заявив, що проведений референдум є «незаконним». «Ті, хто бачили картинку з місця події, розуміють, що його не варто сприймати серйозно, і ніхто його не сприйматиме всерйоз» 03.11.2014 офіційний представник уряду канцлера Німеччини Штеффен Зайберт у коментарі журналістам заявив, що Німеччина «не визнає так звані вибори, проведені проросійськими сепаратистами 2 листопада на сході України», і що голосування у Донецькій та Луганській областях є «протизаконним» «Визнання президентом Путіним сепаратистських „народних республік“ на сході України навмисне зводить нанівець багаторічні зусилля у „нормандському форматі“ та ОБСЄ. Ми реагуватимемо на це порушення міжнародного права і координуватимемо свої дії з партнерами» — заява міністра закордонних справ Німеччини Анналени Бербок, опублікована в «Твіттері» 21.02.2022. | |
| Греція                        | —                                   | —                                   | — | — | в рамках ЄС див. вище | в рамках ЄС див. вище | 21.03.2017 заявила, що «ніколи не визнавала самопроголошену „ДНР“. Будь-які дії, що підривають територіальну цілісність України, повністю суперечать твердій позиції грецького уряду щодо територіальної цілісності України. Повідомлення інформаційного агентства про відкриття вищезгаданої невизнаною організацією „офіційної“ делегації, вочевидь, не відображає реальності ситуації» | |
| Грузія                        | —                                   | —                                   | — | — | —                     | —                     | 13.05.2014 заявила, що «не визнає проведені „референдуми“ в Україні» 03.11.2014 заявила, що «т. зв. „вибори“» є «нелегітимними» та «є грубим порушенням норм міжнародного права та законодавства України» | |
| Ісландія                      | —                                   | —                                   | — | — | уведені з 15.10.2014  | уведені з 15.10.2014  | — | |
| Іспанія                       | —                                   | —                                   | — | — | в рамках ЄС див. вище | в рамках ЄС див. вище | 01.11.2014 заявила, що «не визнає легітимність» «...президентських та парламентських виборів, які будуть проведені 2 листопада у самопроголошених Донецькій та Луганській „народних республіках“» «...Ці вибори, крім того, суперечать Мінському протоколу і призведуть до значного відкату в зусиллях досягнення політичного вирішення кризи в Україні». | |
| Італія                        | —                                   | —                                   | 23.02.2017 відмовилася визнати | 23.02.2017 відмовилася визнати | в рамках ЄС див. вище | в рамках ЄС див. вище | 12.05.2014 заявила, що вважає «референдум незаконним й нелегітимним» та рекомендувала «утриматися від подальших кроків» | |
| Канада                        | —                                   | —                                   | 23.02.2017 відмовилася визнати | 23.02.2017 відмовилася визнати | уведені з 24.07.2014  | уведені з 24.07.2014  | — | |
| Казахстан                     | —                                   | —                                   | — | — | —                     | —                     | «Маю запевнити, що питання про визнання Казахстаном Луганської та Донецької народних республік не стоїть. Ми виходимо з основ міжнародного права та основних принципів статуту ООН» — заступник прем'єр-міністра — міністр закордонних справ Казахстану Мухтар Тлеуберді в коментарі журналістам 22.02.2022 | |
| Північна Корея                | Суверенна держава, 13.07.2022       | Суверенна держава, 13.07.2022       | — | — | —                     | —                     | | |
| Куба                          | —                                   | —                                   | — | — | —                     | —                     | Згідно Аль-Джазіра, Куба підтримала визнання Росією ДНР та ЛНР, хоча на 23.02.2022 не вдалося виявити кубинське першоджерело такого висловлювання. | |
| Литва                         | —                                   | —                                   | — | — | в рамках ЄС див. вище | в рамках ЄС див. вище | 11.05.2014 заявила, що «такі голосування, що не мають жодної юридичної сили і не спричиняють жодних правових наслідків, викликали у частини жителів Донецька та Луганська неможливі очікування і лише сприяли зростанню напруженості у Східній Україні» 03.11.2014 заявила, що «дані дії, що безпосередньо підтримуються Росією, грубо порушують територіальну цілісність України, суперечать нормам міжнародного права, законам України та підписаній 5 вересня в Мінську угоді, а також не створюють умов для вільного політичного волевиявлення громадян у регіонах України. „Місцеве самоврядування“, сформоване на підставі цього фарсу „виборів“, не матиме жодної демократичної легітимності». Також було наголошено, що «так зване „голосування“, організоване лідерами сепаратистів у „Д та ЛНР“, поглиблює конфлікт у Східній Україні та матиме серйозні наслідки для подальших відносин міжнародної спільноти з Росією»                  | |
| Ліхтенштейн                   | —                                   | —                                   | — | — | уведені з 15.10.2014  | уведені з 15.10.2014  | — | |
| Молдова                       | —                                   | —                                   | — | — | —                     | —                     | 04.11.2014 заявила, що «так звані „вибори“, які пройшли 2 листопада у деяких районах Донецької та Луганської областей України» є незаконними. | |
| Нідерланди                    | —                                   | —                                   | — | — | в рамках ЄС див. вище | в рамках ЄС див. вище | «Визнання сепаратистських територій в Україні є кричущим порушенням міжнародного права, територіальної цілісності України та мінських угод. Нідерланди рішуче засуджують цей акт і рішуче реагуватимуть у тісній координації з нашими партнерами по ЄС та НАТО» — заява заступника прем'єр-міністра— міністра закордонних справ Нідерландів Вопке Гукстра, опубліковане в «Твіттері» 21.02.2022. | |
| Нікарагуа                     | —                                   | —                                   | — | — | —                     | —                     | 22 лютого 2022 року президент Даніель Ортега висловився на підтримку визнання Росією незалежності ЛНР та ДНР. | 22 лютого 2022 року президент Даніель Ортега висловився на підтримку визнання Росією незалежності ЛНР та ДНР. |
| Норвегія                      | —                                   | —                                   | — | — | уведені з 15.10.2014  | уведені з 15.10.2014  | — | |
| Польща                        | —                                   | —                                   | — | — | в рамках ЄС див. вище | в рамках ЄС див. вище | 12.05.2014 заявила, що «референдум організований незаконною озброєною сепаратистською групою всупереч вимогам міжнародного права, Конституції та законам України, він сприятиме подальшому поглибленню і так напруженої ситуації в Україні та Східній Європі» і вона не визнає його результатів. | |
| Росія                         | Суверенна держава, 21.02.2022       | Суверенна держава, 21.02.2022       | — | — | —                     | —                     | Невизнання у 2014—2022 роках з «поваги» «до волевиявлення населення Донецької та Луганської областей» та визнання документів і реєстраційних знаків транспортних засобів з 18.02.2017 | |
| Сирійська Арабська Республіка | Суверенна держава, 29.06.2022       | Суверенна держава, 29.06.2022       | — | — | —                     | —                     | 22.02.2022 в коментарі САНА міністр закордонних справ САР Фейсал Мікдад заявив, що уряд президента Башара аль-Асада буде співпрацювати з ДНР та ЛНР. Того ж дня виступаючи на близькосхідній конференції міжнародного дискусійного клубу «Валдай» Мікдад заявив: «Я хотів би сказати, що справді зараз у світі відбувається дуже важлива подія. Вчора пан Путін зробив заяву, яка воістину є віхою в історії, і ви знаєте, що Сирійська Арабська Республіка повністю підтримує ту заяву, яку зробив президент Путін… Ми висловлюємо нашу повну солідарність із Донецькою та Луганською республіками». | |
| США                           | —                                   | —                                   | — | — | уведені з 16.07.2014. | уведені з 16.07.2014. | 12.05.2014 заявили, що не визнають «незаконний референдум, проведений у деяких частинах Донецька та Луганська» 03.11.2014 засудили «незаконні так звані вибори, здійснені у неділю сепаратистами у регіонах східної України. Проведення таких „виборів“ суперечить українській Конституції та Мінському протоколу від 5 вересня» 03.03.2018 Спецпредставник США Курт Волкер заявив, що «ДНР» і «ЛНР» мають бути ліквідовані і «ці новоутворення створила Росія для маскування її ролі та зміцнення конфлікту, що триває.». | |
| Україна                       | Терористичні організації 16.08.2018 | Терористичні організації 16.08.2018 | 18.02.2017 відмовилася визнати 18.01.2018 ухвалила враховувати документи, що підтверджують факт народження або смерті. Вони додаються відповідно до заяви, що подається спеціальною Комісією, але підставою для офіційної реєстрації даних фактів є тільки висновки Комісії. | 18.02.2017 відмовилася визнати 18.01.2018 ухвалила враховувати документи, що підтверджують факт народження або смерті. Вони додаються відповідно до заяви, що подається спеціальною Комісією, але підставою для офіційної реєстрації даних фактів є тільки висновки Комісії. | уведені з 15.10.2014  | уведені з 15.10.2014  | 12.05.2014 щодо проведення «референдумів» заявила, що «цей пропагандистський фарс не матиме жодних юридичних наслідків, крім кримінальної відповідальності його організаторів» 22.07.2014 закликала міжнародне співтовариство визнати ДНР та ЛНР як терористів 03.11.2014 заявила, що «ніколи не визнає так званих виборів 2 листопада. Ми не можемо поважати вибір, якого не було і немає — ні фактично, ні юридично» 11.04.2017 Вищий спеціалізований суд України з розгляду цивільних та кримінальних справ заборонив судам використовувати у судових рішеннях словосполучення «ДНР» та «ЛНР», зазначивши, «що дана практика є неприпустимою, оскільки факт існування ні так званої „ДНР“, ні так званої „ЛНР“ не визнається органами влади України» | |
| Фінляндія                     | —                                   | —                                   | — | — | в рамках ЄС див. вище | в рамках ЄС див. вище | 9.12.2017 заявила, що «так зване представництво „ДНР“ у Фінляндії не має під собою жодних підстав» «тут ми говоримо про суверенітет та територіальну цілісність України. Фінляндія не визнає жодних односторонніх спроб відокремити регіони України від неї. Це неможливо» | |
| Франція                       | —                                   | —                                   | — | — | в рамках ЄС див. вище | в рамках ЄС див. вище | 11.05.2014 засудила проведення на сході України «так званого референдуму», назвавши його «нелегітимним» 25.09.2017 заявила, що «віддана принципу територіальної цілісності України» «не визнає сепаратистські утворення в Донецькій та Луганській областях», з якими вона не має відносин. Крім того заявила, що «аж ніяк офіційно» не визнає «„представництво“ ДНР», яке не має дипломатичного статусу", назвавши його діяльність «нелегальною» і повідомила про передачу інформації про неї до прокуратури. | |
| Швейцарія                     | —                                   | —                                   | — | — | уведені з 05.08.2014  | уведені з 05.08.2014  | — | |
| Швеція                        | —                                   | —                                   | — | — | в рамках ЄС див. вище | в рамках ЄС див. вище | 12.05.2014 заявила, що економічні наслідки проведення «так званих „референдумів“» на Донбасі будуть трагічними: «Сепаратисти та проросійські озброєні банди створюють хаос. І це може повністю зруйнувати економіку Донецької та Луганської областей» 04.11.2014 заявила щодо «виборів», що відбулися 2 листопада, що «це — погано. Це — незаконні вибори… Ми протестуємо проти них» | |
| Чорногорія                    | —                                   | —                                   | — | — | уведені з 15.10.2014  | уведені з 15.10.2014  | — | |
| Чехія                         | —                                   | —                                   | — | — | в рамках ЄС див. вище | в рамках ЄС див. вище | 29.08.2016 заявила, що «самозвана ДНР не може мати в Чехії жодної дипломатичної місії чи консульства, бо це утворення не є державою, і Чехія її як держава не визнає». 01.10.2016 крайовий суд міста Острова встановив 20-денний термін для зміни назви громадського об'єднання «Представницький центр ДНР», у зв'язку з тим, що назва об'єднання чеською мовою через багатозначність ужитого в ньому чеського слова може перекладатися як «дипломатичний представницький центр» у випадку, якщо б мова йшла про державу 07.04.2017 крайовий суд міста Острава розпочав процедуру ліквідації «Представницького центру ДНР» на території Чехії 19.07.2017 заявила, що «вважає так звані „народні республіки“ нелегітимними та відповідно ставиться до їх „заяв“» | |
| Японія                        | —                                   | —                                   | — | — | уведені з 09.12.2014  | уведені з 09.12.2014  | 12.05.2014 заявила про те, що проведеному 11 травня референдуму «бракує демократичної легітимності» | |

### Частково визнаних та невизнаних держав
| Територія                     | Статус території | Статус ДНР та ЛНР             | Статус ДНР та ЛНР             | Визнання документів ДНР та ЛНР | Визнання документів ДНР та ЛНР | Введення санкцій     | Введення санкцій     | Примітка |
| Територія                     | Статус території | ДНР                           | ЛНР                           | ДНР                            | ЛНР                            | ДНР                  | ЛНР                  | Примітка |
| ----------------------------- | --- | ----------------------------- | ----------------------------- | ------------------------------ | ------------------------------ | -------------------- | -------------------- | --- |
| Палестина                     | Визнання суверенною державою з боку 137 держав та Святого Престолу, держава-спостерігач при ООН                        | -                             | -                             | -                              | -                              | -                    | -                    | У 2014 році заявила: «Ми за цілісність України, і ми вважаємо, що Донбас був, є і буде частиною України» |
| Косово                        | Визнання суверенною державою із боку 98 держав Згідно з адміністративно-територіальним поділом Сербії — частина Сербії | -                             | -                             | -                              | -                              | введено з 17.09.2014 | введено з 17.09.2014 | - |
| Абхазія                       | Визнання суверенною державою з боку 5 держав Згідно з адміністративно-територіальним поділом Грузії — частина Грузії   | -                             | -                             | -                              | -                              | -                    | -                    | 16.05.2015 заявила, що «у самих ДНР і ЛНР сьогодні йдеться про можливість діалогу з Києвом щодо отримання широкої автономії у складі України. Тому в перспективі ми подивимося, як поводитися» . |
| Нагірно-Карабаська Республіка | Не визнана ні одним членом ООН. Припинила існування 1 січня 2024 року                                                  | -                             | -                             | -                              | -                              | -                    | -                    | «Влада Республіки Арцах вітає рішення Росії про визнання незалежності ДНР та ЛНР» |
| Південна Осетія               | Визнання суверенною державою з боку 5 держав Згідно з адміністративно-територіальним поділом Грузії — частина Грузії   | Суверенна держава, 27.06.2014 | Суверенна держава, 18.06.2014 | -                              | -                              | -                    | -                    | 16.04.2015 розпочали роботу штаб Південної Осетії у Донецьку та дипломатичне представництво Південної Осетії у Луганську 11.05.2017 главами МЗС Південної Осетії та ДНР підписано протокол про встановлення дипломатичних відносин, а главами держав — договір про дружбу, співпрацю та взаємну допомогу 12.05.2019 міністри закордонних справ самопроголошеної ЛНР та Південної Осетії Владислав Дейнего та Дмитро Мадоєв підписали угоду про дипломатичні відносини |
| Придністров'я                 | Невизнана держава Відповідно до адміністративно-територіального поділу Молдови — частина Молдови.                      | -                             | -                             | -                              | -                              | -                    | -                    | У 2016 році заявило, що «не робить жодних заяв щодо даної ситуації», але «пріоритетним напрямком є взаємодія з Україною» 21.07.2017 заявило, що «є кілька відмінних рис, якщо порівнювати Придністров'я з ДНР, ЛНР та Кримом. Перше — це основа виникнення держав. Придністровська Молдова з'явилася на етапі геополітичної катастрофи під назвою „розпад Радянського Союзу“. Але ця геополітична катастрофа сталася за згодою всіх геополітичних гравців — це еліта Радянського Союзу, США, європейські держави. Тобто конфлікту не було. Народ був проти, але його думки ніхто не спитав. Еліта ж була згодна. Внаслідок безконфліктного розпаду Радянського Союзу з'явилося Придністров'я. Якщо ж говорити про ДНР, ЛНР та Крим, то тут ми спостерігаємо зіткнення геополітичних інтересів супердержав на території України, внаслідок якого з'явилися нові територіальні утворення. Це перше. Друге і, мабуть, найважливіше: згідно із законодавством України, ці території — українські. Українська влада від них не відмовлялася. А ось з погляду молдавського законодавства Молдова від нас юридично відмовилася» (мається на увазі Декларація про державний суверенітет Молдавської РСР від 23.06.1990) У листопаді 2017 року заявило: «Ми повинні вибудовувати наші відносини з Україною, це об'єктивна необхідність. На жаль, ми стали заручниками ситуації між Україною та РФ. Деякі молдавські політики намагаються нас поставити в один ряд із ДНР та ЛНР та налаштувати Україну проти нас. Це не правильно. У Придністров'ї мешкає велика діаспора етнічних українців, близько 100 тисяч громадян України. У нас традиційно були добрі стосунки із цією державою, ми хочемо їх зберегти. Крім того, Україна є гарантом переговорного процесу як і Росія. 10 її представників є учасниками миротворчої операції. Тому дуже важливим є діалог» |

### Інших суб'єктів
| Суб'єкт                               | Статус суб'єкта | Статус ДНР та ЛНР | Статус ДНР та ЛНР | Примітка |
| Суб'єкт                               | Статус суб'єкта | ДНР               | ЛНР               | Примітка |
| ------------------------------------- | --- | ----------------- | ----------------- | --- |
| Меджліс кримськотатарського народу    | Виконавчий орган Курултаю кримськотатарського народу, який претендує на повноважне представництво кримських татар                                            | -                 | -                 | Заявив: «Ми не повинні нервувати і заявляти протести, ми маємо ретельно фіксувати. Сьогодні другий день, коли українська держава подала позов до міжнародного суду на Росію. Приїзд до Криму лідерів терористичних організацій і те, що це відбувається на території, яку контролює Росія, — це ще одне підтвердження того, що російська держава причетна до підготовки та організації терористичних атак у сучасному світі» |
| Уряд ЧРІ у вигнанні                   | Не має дипломатичного визнання Претендує на територію Чеченської Республіки Російської Федерації                                                             | -                 | -                 | Заявив, що «завдання чеченського народу, який воював за свою незалежність від Російської імперії, та цілі так званих донбаських і луганських сепаратистів, які намагаються приєднати ці території до Російської імперії, тобто поневолити їх, не тільки не збігаються, а діаметрально протилежні, як протилежні свободи та рабство. І тому логіка боротьби з колоніальною залежністю від Росії змушує чеченців підтримувати у війні, що йде на Сході України, не так звані ДНР та ЛНР, а український народ та його керівництво»                                                    |
| Всевелике військо Донське за Кордоном | Не має дипломатичного визнання Претендує на територію колишньої Області Війська Донського (сучасна Ростовська та Волгоградська області Російської Федерації) | -                 | -                 | Заявило: «Можна зрозуміти, що деякі козаки виходять з історичних карт, на яких позначені межі Області Війська Донського з часів Російської імперії та території Донської республіки ВВДЗ. Вони включали частину території, яка наразі входить до складу території України. Але для вирішення історичних несправедливостей минулого століття неприпустиме застосування зброї, терористичних та більшовицьких методів. Не виключаю, що у далекому майбутньому козаки вільної Донської республіки зможуть знайти взаємовигідне рішення шляхом переговорів із урядом вільної України». |
| Республіка Сербська                   | Ентитет у складі Боснії та Герцеговини | -                 | -                 | Заявила, що «проблема має вирішуватись шляхом діалогу. Можливо, що майбутнє цих республік теж пов'язане з Росією» |